# Пенно
Пенно — деревня в Старорусском муниципальном районе Новгородской области, в составе Новосельского сельского поселения. Площадь территории деревни 10,1 га.
Расположена на правобережье реки Порусья (в километре к востоку от русла реки), к югу от Старой Руссы, в полукилометре к востоку автодороги Р51 (Шимск — Старая Русса — Поддорье — Холм — Локня — Великие Луки — Невель).
В Новгородской земле эта местность относилась к Шелонской пятине. Деревня была впервые упомянута в писцовых книгах пятины 1498 года. В Новгородской губернии деревня в Старорусском уезде, затем с 1927 года в Старорусском районе Ленинградской области, а с 1944 года в Новгородской области.
В 1943 году во время проведения 2-й Демянской наступательной операции, 30—31 марта в Пенно героически действовал гарнизон 182-й стрелковой дивизии, который попал в окружение. Всего из гарнизона вышло 7 бойцов и командиров 171-го полка 182-й стрелковой дивизии. У деревни есть надпись, выбитая на камне: «В память воинов 182-й стрелковой дивизии, павших в бою 30—31.03.43 г. Здесь, не имея на отход приказа, сражаясь стойко и бесстрашно, погибли ВСЕ! 2 батальона 171-го стрелкового полка и 2-й роты 365-го ОПАБ. Таков исход! Их подвиг помните, потомки!!!»

## Население
| 2010 | 2011 |
| ---- | ---- |
| 15   | ↘10  |